# الغيل الغربي (بني سعد)

تعديل مصدري - تعديل

الغيل الغربي هي إحدى قرى عزلة الشويع بمديرية بني سعد التابعة لمحافظة المحويت، بلغ تعداد سكانها 148 نسمة حسب تعداد اليمن لعام 2004.